# 뜨득 황제
사덕제(베트남어: Tự Đức đế / 嗣德帝 사덕제, 민망(明命) 10년 8월 25일(1829년 9월 22일) ~ 뜨득(嗣德) 36년 6월 6일(1883년 7월 9일))는 베트남 응우옌 왕조의 제 4대 군주(재위 : 1847년 - 1883년)이다. 휘는 완복시(Nguyễn Phúc Thì, 阮福時), 자는 완복홍임(Nguyễn Phúc Hồng Nhậm, 阮福洪任). 묘호는 익종(翼宗)이며, 시호는 계천형운지성달효체건돈인겸공명략예문영황제(繼天亨運至誠達孝體健敦仁謙恭明略睿文英皇帝)이다. 보수주의와 쇄국 정책을 고수했다.

## 생애
3대 황제 티에우 찌(베트남어: Thiệu Trị / 紹治)의 아들로 형을 제치고 왕위계승자가 되어 1847년 왕위에 올랐다. 기독교를 탄압하고, 유럽과 무역 및 외교 정책에 반대하여 쇄국 정책을 펼쳤다.
19세기 중반 베트남의 가톨릭 교도가 45만 명으로 늘어나자 뜨득은 대대적인 기독교 탄압으로 1840년~1860년까지 유럽인 선교사 25명과 베트남 성직자 300명을 처형하여 2만 명의 신도가 죽었고 그들의 마을은 완전히 파괴되었다.
나폴레옹 3세의 프랑스는 영국과 연합하여 제2차 아편 전쟁(1858년~1860년)을 치르는 한편:335~337 인도차이나에 프랑스 식민지를 구축하기 위한 단계들을 밟아 나갔다. 1857년 스페인의 호세 마리아 디아스(San Jose María Díaz Sanjurjo) 신부가 살해되자(→Thomasian Martyrs), 나폴레옹 3세는 프랑스의 로마 가톨릭 선교사들에 대한 베트남의 박해에 응징하고 베트남 조정에 프랑스군의 베트남 주둔을 강요하고자 전쟁의 개시를 승인(1858년)하였다. 이로써 1858년부터 베트남과 프랑스는 전쟁에 돌입하였다. 프랑스 해군은 리고 드 주누이 제독 지휘하에 다낭과 사이공을 점령(각각 1858년 9월 1일과 1859년 2월 17일)하였다. 그리고, 남부 베트남의 요충지에서 베트남군을 패퇴시켰다. 프랑스는 1861년에는 대대적인 침략을 감행하였다.
결국 뜨득 황제는 1862년 항복하고 만다. 프랑스와 베트남 간에는 불평등 내용을 담은 〈사이공 조약〉을 체결하고:335~337 전쟁은 종결되었다.(→베트남-프랑스 전쟁) 사이공 조약의 주요 내용은 다음과 같다:
1. 남부 베트남의 비엔호아, 쟈딘[3], 딘뜨엉 3개주[4]를 할양한다.
2. 베트남은 프랑스에게 막대한 전쟁 배상금을 지불한다.
3. 프랑스의 전함이 메콩강을 자유항해하는 것을 허용한다.[5]
4. 프랑스의 베트남 내에서의 자유로운 가톨릭 포교 특권을 인정한다.
5. 3개의 항구를 프랑스와의 무역을 위해 개항한다.
6. 베트남이 다른 나라와 교섭할 때 프랑스 황제의 동의를 받도록 한다.

1867년 프랑스는 남부 베트남과 사이공을 점령하고 코친차이나로 개명했고 1865년에는 레 왕조의 후손이라 자칭하는 사람의 반란까지 일어났다. 결국 뜨득 황제는 유럽에 개방을 하고 청나라에 원군을 요청했으나 실패했다.
1867년 태평천국 계통의 오곤(吳鯤)의 흑기군이 침입해와서 프랑스와 대립하였다. 1882년 흑기군과 프랑스군 사이에 전투가 벌여졌으며, 다시 뜨득의 구원 요청을 받은 청나라군도 출병하여 청불전쟁으로 발전하게 된다.
1883년 7월 9일에 뜨득이 승하했다. 천연두 후유증으로 고자였던 뜨득은 아들이 없어 조카인 죽득 황제(育德)가 즉위를 하지만, 이틀 만에 폐위되고 히엡호아 황제(協和)가 옹립되었으나 그도 중신에 의해 독살되고 만다. 이후 즉위한 끼엔푹 황제(建福)도 즉위한 지 반년 만에 죽고, 동생인 함응이 황제(咸宜)가 즉위를 하게 된다. 짧은 시간에 응우옌 왕조의 여러 군주가 대를 잇는 극심한 혼란 속에서 청불전쟁은 프랑스의 승리로 끝나고,응우옌 왕조는 프랑스의 보호국으로서 명맥을 유지하기에 이른다.

## 같이 보기
- 청불 전쟁